# 2-й Поперечный проезд
Второ́й Попере́чный проезд — небольшая улица на севере Москвы, в Останкинском районе Северо-Восточного административного округа; от проспекта Мира к главному входу ВВЦ, параллельно 1-му Поперечному проезду. Назван в 1994 году по своему поперечному положению относительно проспекта Мира и фасада Всероссийского выставочного центра, в отличие от Продольных проездов.

## Расположение
2-й Поперечный проезд начинается от проспекта Мира, пересекает 1-й Продольный проезд, проходит под монорельсовой дорогой и заканчивается на Продольном проезде (фактически «2-м Продольном») у главного входа ВВЦ.